# Blue's Room
Blue's Room (El cuarto de Blue en Hispanoamérica) es una serie de televisión infantil y una serie derivada de  Las pistas de Blue creada por Traci Paige Johnson y Angela Santomero. El programa se emitió en Nickelodeon como parte del bloque Nick Jr. y se originó como segmentos cortos en los episodios de Las pistas de Blue en la temporada 6.

## Personajes
Los personajes de Blue's Room, son títeres que se pueden mover. Además Blue ya puede hablar aparte de ladrar como un perro.

### Principales
- Blue (voz original de: Victoria Pontecorvo) es la protagonista de la serie famosa de Las pistas de Blue, es una linda perrita azul junto con su amo Joe, y además habla que ladrar. Blue explica a los niños por la educación infantil.
- Polka Dots Spots (voz original de: Tim Lagasse en el piloto y los cortos, luego Peter Linz en la temporada 1 y Pam Arciero en la temporada 2) es el amigo de Blue que era un perro de peluche verde que lleva a Blue en la serie original, aunque no se puede mover ni hablar, ya se puede mover y hablar y se esconde en unas puertas pequeñas para las rompecabezas.
- Frederica (también conocida como Fred) (voz original de: Cheryl Blaylock) es la amiga con un cara morada y cabello pelirrojo de Blue que es una princesa que lleva corona y le gusta las fiestas de cumpleaños y su comida favorita es el pastelito. Juega algunas veces con Blue, Polka y Roar.
- Roar (voz original de: Joey Mazzarino) Es el otro amigo anaranjado de Blue que ruge seriamente y no aparece en Las pistas de Blue, se divierte con Blue, Polka y Fred.
- Manchitas (Sprinkles) (voz original de: Joey Mazzarino) es el hermano menor de Blue y es un perro que tiene lunares de distintos colores y es de color blanco y acompaña con Blue y Joe.
- Pizzara (Doodleboard) (voz original de: Peter Linz en temporada 1 y James Godwin en temporada 2) es un pizzarón de dibujos del cuarto con un cara blanca y Blue dibuja sobre el.
- Cofre de disfraces (Dress Up Chest) (voz original de: Tim Lagasse en el piloto y los cortos y Tyler Bunch por la una de la segunda episodios de la temporada 1 a la temporada 2) es un cofre de tesoros morado que lleva disfraces y Blue disfraza y también el Resto de sus amigos: Polka, Roar y Fred (también Manchitas).
- Boogie Woogie (voz original de: Joey Mazzarino) es un tocadiscos rojo del cuarto y no aparece en serie original) toca música rap y hip-hop que Blue baila y también el resto de sus amigos.
- Sofa loco (Silly Seat) (voz original de: Jared Goldsmith) es un sofá verde de Blue, es muy gracioso y loco aunque puede reír y también a Blue, Polka, Roar, Fred y Manchitas.
- Joe (actor original de: Donovan Patton) es el otro protagonista de la serie famosa de Las pistas de Blue es el hermano menor de Steve y el amo de Blue. Aunque no puede buscar pistas ni dibujar pistas en su cuadernillo, solo puede acompañar a Blue y Manchitas que Polka, Roar y Fred.

### Marionetas
- Leslie Carrara-Rudolph como Blue en temporada 1
- Tim Lagasse como Polka Dots y Cofre de disfraces en el piloto y los cortos y como titiritero adicional en temporada 2
- Cheryl Baylock como Fred
- Joey Mazzarino comò Roar, Manchitas y Boogie Woogie
- Peter Linz como Polka Dots y Pizzara en temporada 1
- Tyler Bunch como Cofre de disfraces en temporadas 1 y 2
- Noel MacNeal como titiritero adicional y Blue en temporada 2
- James Godwin como Pizzara en temporada 2
- Pam Arciero como Polka Dots en temporada 2
- Titiritero Adicionales
  - Anney McKilligan en temporada 1
  - Heather Asch en el piloto y temporada 2
  - John Tartaglia en episodio 2
  - Matt Vogel (ABC Perro)

### Recurrentes
- Diccionario (Dictionary) (voz original de: Brianna Gentilella) es un libro de 50000 palabras de Blue e investiga palabras para encontrar cosas.
- Llave (Key) (voz original de: Jared Goldsmith) es el ayudante dorado del cofre que puede abrir y que hable.
- Moona (voz original de: Christiana Anbri) es una hada verde y azul del reloj del árbol del cuarto y amiga de Blue.

## Episodios
| Temporada | Temporada | Episodios | Episodios | Emisión original    | Emisión original         |
| Temporada | Temporada | Episodios | Episodios | Primera emisión     | Última emisión           |
| --------- | --------- | --------- | --------- | ------------------- | ------------------------ |
|           | 1         | 6         | 6         | 2 de agosto de 2004 | 17 de septiembre de 2005 |
|           | 2         | 10        | 10        | 21 de enero de 2007 | 29 de marzo de 2007      |

### Especial
- "Meet Blue's Baby Brother" (21 de julio de 2006)

## Doblaje

### Hispanoamérica
Doblaje para Hispanoamérica
| Estudio de doblaje | País de doblaje |
| ------------------ | --------------- |
| Etcétera Group     | Venezuela       |

Reparto:
| Actor/actriz de doblaje | Personaje          |
| ----------------------- | ------------------ |
| Yensi Rivero            | Blue               |
| Ezequiel Serrano        | Joe                |
| Juan Guzmán             | Steve              |
| ¿?                      | Polka Dots Spots   |
| ¿?                      | Roar E. Saurus     |
| ¿?                      | Frederica          |
| ¿?                      | Boogie Woogie      |
| ¿?                      | Pizzara            |
| ¿?                      | Diccionario        |
| ¿?                      | Cuadernillo        |
| ¿?                      | Cofre de disfraces |
| ¿?                      | Moona              |
| Rebeca Aponte           | Manchitas          |
| ¿?                      | Llave              |
| ¿?                      | Sofá loco          |
| ¿?                      | Estante de libros  |